# Jacob Mussaphia
Jacob Mussaphia (* 1647 in Glückstadt; † 3. Januar 1701) war ein deutscher Hofjude, Münzmeister und Finanzier der Herzöge von Schleswig-Holstein-Gottorf.

## Leben und Wirken
Jacob Mussaphia war ein Sohn von Joseph Mussaphia. Von seiner Mutter ist nur bekannt, dass sie 1676 noch lebte. Sein Vater starb am 22. Juli 1695 in Hamburg und wurde in Glückstadt begraben. Er verbrachte Kindheit und Jugend wahrscheinlich in Glückstadt und Hamburg. Da er 1694 in einem Brief an einen Gottorfer Beamten erwähnte, dass er seit dreißig Jahren als Kaufmann tätig sei, ist davon auszugehen, dass er ungefähr ab dem achtzehnten Lebensjahr auf eigene Rechnung arbeitete. Das Protokollbuch der sephardischen Gemeinde Hamburgs nennt ihn erstmals Ende der 1660er Jahre. Gemeindemitglieder beschwerten sich darüber, dass er mit Münzen handele, was die Hamburger Behörden nicht nur auf ihn, sondern die Gemeinde aufmerksam machen könne.
Im November 1674 erhielt Mussaphia von Herzog Christian Albrecht von Schleswig-Holstein-Gottorf das Privileg, sich als Kaufmann in Tönning niederlassen zu dürfen. Erst nach seiner ersten Hochzeit machte er 1678 davon Gebrauch und bezog dort ein eigenes Haus. Als er das Privileg erhielt, tätigte Mussaphia Wechselgeschäfte und Getreide- und Tabakhandel. Im Jahr 1675 erhielt er vom Herzog Aufträge für nicht genauer bekannte Geschäfte. 1676 diente er dem Herzog als Mittelsmann und lieferte ihm Silber für Münzgeschäfte.
Während der Zeit der Geschäftsverbindung mit Mussaphia musste Herzog Christian Albrecht wegen seiner Konflikte mit dem dänischen König Christian V. von 1682 bis 1689 sein Land verlassen und lebte im Exil in Hamburg. Da er nicht auf die Einnahmen aus seinem besetzten Land zurückgreifen konnte, wollte er seinen Geldbedarf mit dem Münzgeschäft decken und verpflichtete Mussaphia erstmals im März, Juli und September 1681 und im Februar 1682 als Mittelsmann und Silberlieferant. Den Großteil des notwendigen Silbers kaufte Mussaphia im Juli und August in der Silberkammer des Herzogs ein. Es handelte sich um 1681 Stücke, für die er mehr als 11.000 Reichstaler zahlte. Die Prägung der Münzen erfolgte in einer neuen Werkstatt des Herzogs in Schleswig. Im September 1681 schloss Mussaphia einen Pachtvertrag und wurde damit selbst Münzmeister. Der Vertrag wurde bereits im Mai 1682 vor dem vorgesehenen Vertragsende aufgelöst.
Im September 1683 holte Christian Albrecht Mussaphia von Tönning nach Hamburg. Quellen nennen ihn hier erstmals als Hofjuden, was bedeutet, dass er für den Herzog nicht nur die Münzgeschäfte abwickelte, sondern auch Kredite für ihn beschaffte. Zwischen Dezember 1683 und Januar 1685 schlossen beide fünf Verträge, bei denen Mussaphia als Silberlieferant und Mittelsmann geführt wurde. Die Münzen wurden teilweise in der Schleswiger Münze, teilweise in Hamburg bei Münzmeister Hermann Lüders geschlagen. 1684 erwarb Mussaphia hierfür von der Kammer des Herzogs Silber im Wert von mehr als 9000 Reichstalern. 1686 entlastete ihn der Herzog von zwei Verträgen. 1689 pachtete Mussaphia eine neu eingerichtete herzogliche Münzstätte in Tönning und setzte als Münzmeister Hans Hinrich Lüders ein, einen Sohn des Hamburger Münzmeisters.
Die von Mussaphia gepachtete Münze befand sich außerhalb des Römischen Reiches, jedoch offenbar ausreichend nah an der Grenze, um gesetzeswidrig Reichstaler einzuschmelzen und für neue Münzen zu nutzen. Gleiches galt auch für die dänische Krone. Mussaphia zog trotzdem nicht nach Tönning, sondern blieb 1689 auf Christian Albrechts Anordnung  in Hamburg, auch nachdem dieser die Stadt verlassen hatte. Hier sollte er sich um die Schulden des Herzogs kümmern. Danach reiste er offensichtlich nur noch aus geschäftlichen Gründen in die Herzogtümer, insbesondere nach Schleswig, zum Kieler Umschlag und nach Tönning.
Als Hofjude beschäftigte sich Mussaphia zunehmend damit, Bargeld für die Rentenkammer und das Kriegskommissariat zu beschaffen und Geldgeschäfte mit anderen Ländern zu tätigen. So begleitete er Angehörige der Familie des Herzogs bei Reisen und half, französische Subsidien von Hannover nach Sachsen-Gotha zu bringen. Nach kurzer Zeit war er für mehr als ein Drittel des Budgets der Rentenkammer zuständig. Die Jahresabschlüsse der Kammer enthielten spätestens ab 1691 von Mussaphia erstellte Übersichten über das „Kammernkonto“. Mussaphia streckte Beträge vor, für die er Anweisungen erhielt. Es handelte sich zumeist um Abgaben von Ämtern und Ländern, die erst zu Beginn des kommenden Jahres entrichtet werden mussten. Außerdem erhielt er landesübliche Provisionen und Zinsen. Die Geschäfte mit der Kriegskasse rechnete er separat ab und bekam zumeist Anweisungen auf Abgaben aus den holsteinischen Marschen.
Nachdem dänische Besatzer die Festung Tönning geschleift hatten, besorgte Mussaphia die für den Wiederaufbau benötigten Steine, Kalk und Blei. Für die Arbeiten verpflichtete er im Jahr 1688 ein Truppenkontingent aus Braunschweig-Lüneburg und vermittelte die dafür benötigten 200.000 Reichstaler über Leffmann Behrens aus Hannover. Die Rückzahlung dauerte zehn Jahre. Für den Zeitraum von 1686 bis 1694 erwirtschaftete Mussaphia mit Zinsen, Provisionen und Materialgeschäften rund 15.000 Reichstaler. Die Einnahmen aus dem Münzgeschäft sind nicht dokumentiert.
Nach Christian Albrechts Tod übernahm dessen Sohn Friedrich IV. die Regierung. Im Mai 1695 entlastete er Mussaphia für seine zuvor geleisteten Dienste. Danach setzte er die Schuldenpolitik seines Vaters fort und weitete sie noch aus. Dabei griff er auf Mussaphias Dienste zurück, der das Geld für die Verpflegung der Truppen des Herzogs besorgte, die während des Pfälzischen Erbfolgekrieges in den Spanischen Niederlanden kämpften. Engländer und Niederländer entlohnten Friedrich IV. dafür mit Subsidienzahlungen, die Mussaphia abwickelte. Im Mai 1697 betrugen die Schulden der Rentenkammer an Mussaphia über 10.000 Reichstaler. Die Kriegskasse musste ihm mehr als 100.000 Reichstaler zurückzahlen. Im Jahr 1699 beliefen sich die Schulden der Rentenkammer auf 32.600 Reichstaler. Mussaphia musste dafür seinen eigenen Kreditrahmen stark ausnutzen, erhielt aber alleine in den Jahren 1697/98 insgesamt mehr als 21.000 Reichstaler Zinsen.
Mussaphia konnte später erneut die Münze in Tönning pachten. Er kooperierte viele Jahre mit Magnus von Wedderkop, der sich zu einem seiner größten Unterstützer entwickelte. Im Jahr 1698 betraute er seinen Sohn Joseph mit der Führung der meisten Geschäfte. Als 1700 die Belagerung von Tönning begann, hielt er sich vermutlich aufgrund von Münzgeschäften in der dortigen Festung auf und konnte diese nur unter Schwierigkeiten verlassen. Dem Bericht eines Korrespondenten, der im Oktober 1700 nach Hannover berichtete, ist zu entnehmen, dass Mussaphia „altershalben gantz unvernehmlich und fast kindisch“ geworden sei. Wenig später starb er.

## Familie
Mussaphia heiratete am 11. August 1677 in Amsterdam Ribca (* 1660; † 22. Juli 1695), eine Tochter des Arztes Binjamin Mussaphia (1605–1674) aus dessen zweiter Ehe. Nach dem Tod seiner ersten Ehefrau heiratete Mussaphia am 11. Dezember 1698 deren Schwester Debora Hana, die schon am 2. Dezember 1699 in Hamburg starb. Aus der ersten Ehe stammten elf Kinder, von denen fünf jung starben und zwei Töchter und vier Söhne volljährig wurden. Zu den Söhnen gehörten Joseph Mussaphia und Isaac Mussaphia.
Jacob Mussaphia und zahlreiche Mitglieder seiner Familie sind auf dem Jüdischen Friedhof in Altona begraben.